# Typhlops stadelmani
Typhlops stadelmani este o specie de șerpi din genul Typhlops, familia Typhlopidae, descrisă de Schmidt 1936. Conform Catalogue of Life specia Typhlops stadelmani nu are subspecii cunoscute.